# Мельники-Мостище
Ме́льники-Мости́ще (укр. Мельники-Мостище) — село в Камень-Каширской городской общине Камень-Каширского района Волынской области Украины.
Население по переписи 2001 года составляет 756 человек. Почтовый индекс — 44514. Телефонный код — 3357. Занимает площадь 2,638 км².